# Китайско-тибетская война
Китайско-тибетская война — вооружённый конфликт 1930—1932 годов между западнокитайскими милитаристами, выступавшими на стороне правительства Китайской республики, и Тибетом, провозгласившим независимость после Синьхайской революции 1911 года.

## Предыстория
После Синьхайской революции 1911 года Тибет провозгласил свою независимость. Хотя все китайские правительства считали Тибет частью Китайской республики, Центральное китайское правительство не имело возможности присоединить его вооруженным путём из-за развернувшийся борьбы за власть в Китае. После стычек между тибетскими и китайскими войсками в 1917—1918 годах временная разграничительная линия была проведена по верхнему течению Янцзы (называемому рекой Цзиньша). В зоне разграничительной линии ни Пекин, ни Нанкин, ни Лхаса не имели особого влияния, местные племена и милитаристы вели дела по собственному усмотрению.

## Боевые действия

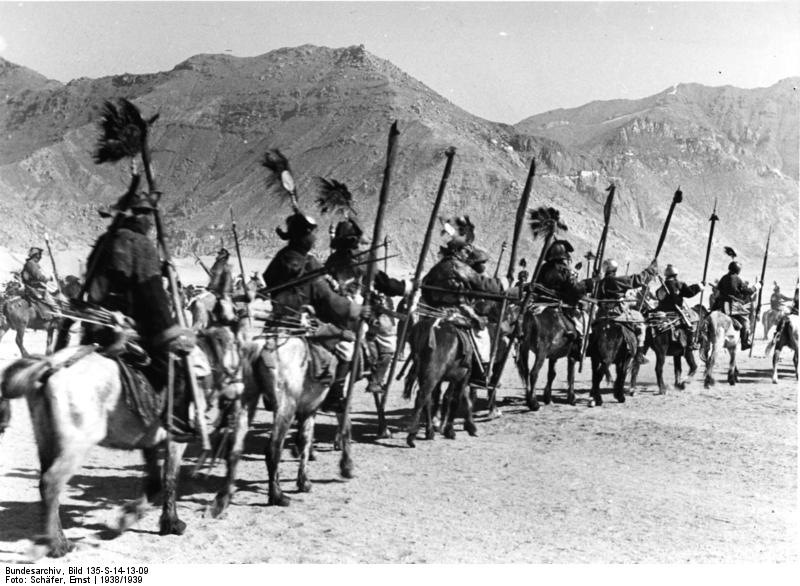
Тибетская конница. 1930-е годы.

В 1930 году правитель Биру — района, населённого тибетцами, но не подконтрольного тибетскому правительству — захватил монастырь Ньяронг. Ньяронгский лама вернул контроль над монастырём с помощью монахов из монастыря Даргья. В июне 1930 года правитель Биру обратился за помощью к китайскому милитаристу Лю Вэньхуэю — губернатору провинции Сикан. Войска Лю Вэньхуэя быстро изгнали дхаргьянских монахов, и те, в свою очередь, запросили помощи у Лхасы. Тибетская армия вторглась в Бери и изгнала оттуда китайские войска. Глава Комитета по монгольским и тибетским делам при правительстве Китая Ма Фусян отправил телеграмму Тан Кэсаню — гоминьдановскому представителю в провинции Сикан — с поручением добиться перемирия, однако этого сделать не удалось.
Окрылённая успехом, тибетская сторона решила захватить и другие населённые тибетцами районы, и в 1932 году тибетские войска вторглись в Юйшу в южной части провинции Цинхай. Однако губернатор Цинхая Ма Буфан разбил тибетскую армию и изгнал её из Цинхая. Координируя действия своих войск с действиями войск Ма Буфана, Лю Вэньхуэй также предпринял контрнаступление, и изгнал тибетцев из Кардзе и Синлуна. К августу 1932 года китайское наступление развивалось настолько успешно, что Далай-лама обратился за помощью к правительству Британской Индии. Под давлением Великобритании Нанкинское правительство Китайской республики отдало приказ о прекращении огня.

## Итоги
В 1933 году Ма и Лю по отдельности подписали с тибетской стороной соглашения о перемирии. Больше тибетские войска не пытались пересекать реку Цзиньша.